# Aiguefonde
Aiguefonde é uma comuna francesa na região administrativa da Occitânia, no departamento de Tarn. Estende-se por uma área de 19.13 km², e possui 2.511 habitantes, segundo o censo de 2018, com uma densidade de 130 hab/km².